# Matylda Saksońska
Matylda Saksońska (ur. 980, zm. 4 listopada 1025) – trzecia córka Ottona II i cesarzowej Teofano.
Matylda została oddana na wychowanie do klasztoru w Essen i zapewne planowano, że w przyszłości zostanie jego opatką. Ok. 993 r. z inicjatywy swojej matki cesarzowej Teofano poślubiła palatyna Lotaryngii Ezzona. Związek ten miał wzmocnić władzę Ottona III.
Matylda i Ezzon mieli dziesięcioro dzieci:
- Ludolf, pan Brauweiler i Waldenburga (zm. 1031 r.)
- Otto II Szwabski (zm. 1047 r.) – palatyn Lotaryngii w latach 1035–1045 i książę Szwabii w latach 1045–1047
- Herman (zm. 1056 r.) – arcybiskup Kolonii w latach 1035–1056
- Rycheza (ur. ok. 993 r. – zm. 1063 r.) – żona Mieszka II
- Teofano (zm. 1058 r.) – opatka w Essen i Gandersheim
- Zofia (zm. przed 1031 r.)
- Matylda – opatka w Dietkirchen i Villich.
- Adelajda – zakonnica, zapewne opatka w Nijvel (Nivelles)
- Ida – opatka w klasztorze Maria im Capitol w Kolonii i w Gandersheim
- Helwiga – opatka w Neuss, Dietkirchen i Villich